# 罗讷河—莱茵河运河
罗讷河—莱茵河运河（法語：Canal du Rhône au Rhin，發音：[kanal dy ʁon o ʁɛ̃]）是法国勃艮第-弗朗什-孔泰大区和大東部大區的一条运河，连接莱茵河与索恩河，由此接入罗讷河，从而连接北海和地中海。